# 克里斯蒂安·加林
克里斯蒂安·加林（西班牙語：Christian Garin；1996年5月30日—）是一位智利網球運動員，他于2013年成为职业选手，职业生涯最高ATP单打世界排名是第17名（2021年9月）。他是智利最年輕的贏得ATP高階賽事的選手。